# Steffen Mengel
Steffen Mengel (* 2. August 1988 in Siegen) ist ein deutscher Tischtennis-Nationalspieler. Er wurde 2013 deutscher Meister im Einzel und 2015 im Doppel. Seit der Saison 2018/19 spielt er für den Tischtennis-Bundesligisten Post SV Mühlhausen.

## Karriere
Der in Holzhausen aufgewachsene Mengel spielte Tischtennis zunächst beim heimischen TV Holzhausen. Weitere Vereine waren VfB Burbach, DJK TuS 02 Siegen, TTC Schwalbe Bergneustadt (bis 2006) und TTV Gönnern, bevor er 2010 zur Turngemeinde Hanau wechselte. 2012 schloss er sich dem TTC matec Frickenhausen an, 2014 kehrte er zu TTC Bergneustadt zurück und wechselte 2018 zum Post SV Mühlhausen 1951, mit dem er in der ersten Saison das Viertelfinale der Champions League erreichte. Man scheiterte knapp am UTTC Jekaterinburg.
Am 2. März 2010 bestritt er sein erstes Länderspiel: In Aalen gelangen ihm gegen Russland zwei Siege. Es folgten weitere Berufungen in die Nationalmannschaft, etwa im August 2012 gegen Serbien (eine Niederlage) und im September 2012 gegen Spanien (ein Sieg). Am 3. März 2013 wurde er Deutscher Meister. Er besiegte im Finale Timo Boll mit 4:3, nachdem dieser bereits zwei Matchbälle hatte. Bei den Titelkämpfen 2014 unterlag er mit seinem Partner Benedikt Duda im Doppelfinale dem Duo Bastian Steger/Lars Hielscher. In der Weltrangliste von April 2014 machte Mengel nach dem Vorstoßen ins Halbfinale der German Open – unter anderen durch einen Sieg gegen Wang Hao – einen Sprung von Platz 102 auf Platz 49. Bei der Europameisterschaft in Lissabon gewann er mit dem deutschen Team die Silbermedaille. Nach diversen Ausfällen bestritt Mengel hier alle Spiele.
Ende 2023 machte Mengel mit Siegen bei zwei WTT-Feeder-Turnieren innerhalb von sechs Tagen – WTT Feeder Vila Nova de Gaia und WTT Feeder Düsseldorf – auf sich aufmerksam und erreichte damit erstmals seit 2018 wieder die Top 100 der Weltrangliste.

## Sportliche Erfolge
- EM-Sieger Jugend-Mannschaft (Kadetten) 2002 und 2003
- EM-Zweiter Jungen-Mannschaft 2005
- EM-Sieger Jugend-Mannschaft (Junioren) 2006
- WM-Dritter Jungen-Mannschaft 2005 und 2007
- Sieger Bundesranglistenturnier DTTB TOP-12 Jugend (11:0 Siege) 2006[14]
- Deutscher Jugendmeister im Einzel, Zweiter im Doppel (mit Konstantin Schröder) 2006[15]
- 2. Platz Deutsche Meisterschaft Doppel 2009
- 3. Platz Deutsche Meisterschaft Einzel 2010
- Bundesranglistenturnier: Sieger 2010, 2012
- Deutscher Meister 2013 im Einzel[12]
- 2. Platz Deutsche Meisterschaft Doppel 2014
- 2. Platz Mannschaftsweltmeisterschaft 2014
- 2. Platz Mannschaftseuropameisterschaft 2014
- Deutscher Meister 2015 im Doppel

## Turnierergebnisse
| Verband | Veranstaltung                         | Jahr | Ort               | Land | Einzel        | Doppel        | Mixed     | Team     |
| ------- | ------------------------------------- | ---- | ----------------- | ---- | ------------- | ------------- | --------- | -------- |
| GER     | Jugend-Europameisterschaft (Kadetten) | 2003 | Novi Sad          | YUG  |               |               |           | 1        |
| GER     | Jugend-Europameisterschaft (Kadetten) | 2002 | Moskau            | RUS  |               |               |           | 1        |
| GER     | Jugend-Europameisterschaft (Junioren) | 2006 | Sarajevo          | BIH  |               |               |           | 1        |
| GER     | ITTF World Tour Grand Finals          | 2014 | Bangkok           | THA  | letzte 16     |               |           |          |
| GER     | Challenge Series                      | 2020 | Granada           | ESP  | Halbfinale    |               |           |          |
| GER     | Challenge Series                      | 2019 | Bangkok           | THA  | letzte 32     | Gold          |           |          |
| GER     | Challenge Series                      | 2019 | Guadalajara       | ESP  | Halbfinale    |               |           |          |
| GER     | Challenge Series                      | 2017 | Częstochowa       | POL  | letzte 64     | Halbfinale    |           |          |
| GER     | Pro Tour                              | 2015 | Doha              | QAT  | letzte 32     |               |           |          |
| GER     | Pro Tour                              | 2014 | Magdeburg         | GER  | Halbfinale    |               |           |          |
| GER     | Pro Tour                              | 2013 | Spala             | POL  | letzte 64     |               |           |          |
| GER     | Pro Tour                              | 2013 | Olomouc           | CZE  | letzte 16     | letzte 16     |           |          |
| GER     | Pro Tour                              | 2013 | Wels              | AUT  | letzte 64     |               |           |          |
| GER     | Pro Tour                              | 2012 | Poznań            | POL  | letzte 64     |               |           |          |
| GER     | Pro Tour                              | 2012 | Antwerpen         | BEL  | Halbfinale    |               |           |          |
| GER     | Pro Tour                              | 2012 | Shanghai          | CHN  | letzte 64     |               |           |          |
| GER     | Pro Tour                              | 2012 | Santiago de Chile | CHI  | Viertelfinale | letzte 16     |           |          |
| GER     | Pro Tour                              | 2011 | Stockholm         | SWE  | letzte 64     |               |           |          |
| GER     | Pro Tour                              | 2011 | Schwechat         | AUT  | letzte 64     |               |           |          |
| GER     | Pro Tour                              | 2010 | Wels              | AUT  | letzte 32     |               |           |          |
| GER     | Pro Tour                              | 2010 | Budaörs           | HUN  | letzte 64     |               |           |          |
| GER     | Pro Tour                              | 2010 | New Delhi         | IND  | letzte 16     | letzte 16     |           |          |
| GER     | Pro Tour                              | 2010 | Kuwait City       | KUW  | letzte 32     |               |           |          |
| GER     | Pro Tour                              | 2010 | Doha              | QAT  |               | letzte 16     |           |          |
| GER     | Pro Tour                              | 2010 | Velenje           | SVN  | letzte 16     |               |           |          |
| GER     | Pro Tour                              | 2009 | Minsk             | BLR  | letzte 16     | letzte 16     |           |          |
| GER     | Pro Tour                              | 2009 | Doha              | QAT  | letzte 64     |               |           |          |
| GER     | Pro Tour                              | 2009 | Kuwait City       | KUW  | letzte 64     |               |           |          |
| GER     | Pro Tour                              | 2009 | Frederikshavn     | DEN  | letzte 64     |               |           |          |
| GER     | Pro Tour                              | 2007 | Belo Horizonte    | BRA  | letzte 64     | Halbfinale    |           |          |
| GER     | Pro Tour                              | 2007 | Belo Horizonte    | BRA  | letzte 64     | Halbfinale    |           |          |
| GER     | Weltmeisterschaft                     | 2013 | Paris             | FRA  | letzte 128    | letzte 64     | letzte 64 |          |
| GER     | Jugend-Weltmeisterschaft              | 2005 | Linz              | AUT  | letzte 16     | Viertelfinale |           |          |
| GER     | World Junior Circuit                  | 2006 | Cetniewo          | POL  | Silber        |               |           |          |
| GER     | World Junior Circuit                  | 2006 | Platja d’Aro      | ESP  | Viertelfinale |               |           |          |
| GER     | World Junior Circuit                  | 2006 | Örebro            | SWE  | Viertelfinale |               |           |          |
| GER     | WTC-World Team Cup                    | 2010 | Dubai             | UAE  |               |               |           | 3. Platz |